# Guatteria australis
Guatteria australis este o specie de plante angiosperme din genul Guatteria, familia Annonaceae, descrisă de A. St.-hil.. Conform Catalogue of Life specia Guatteria australis nu are subspecii cunoscute.